# Magnetometer

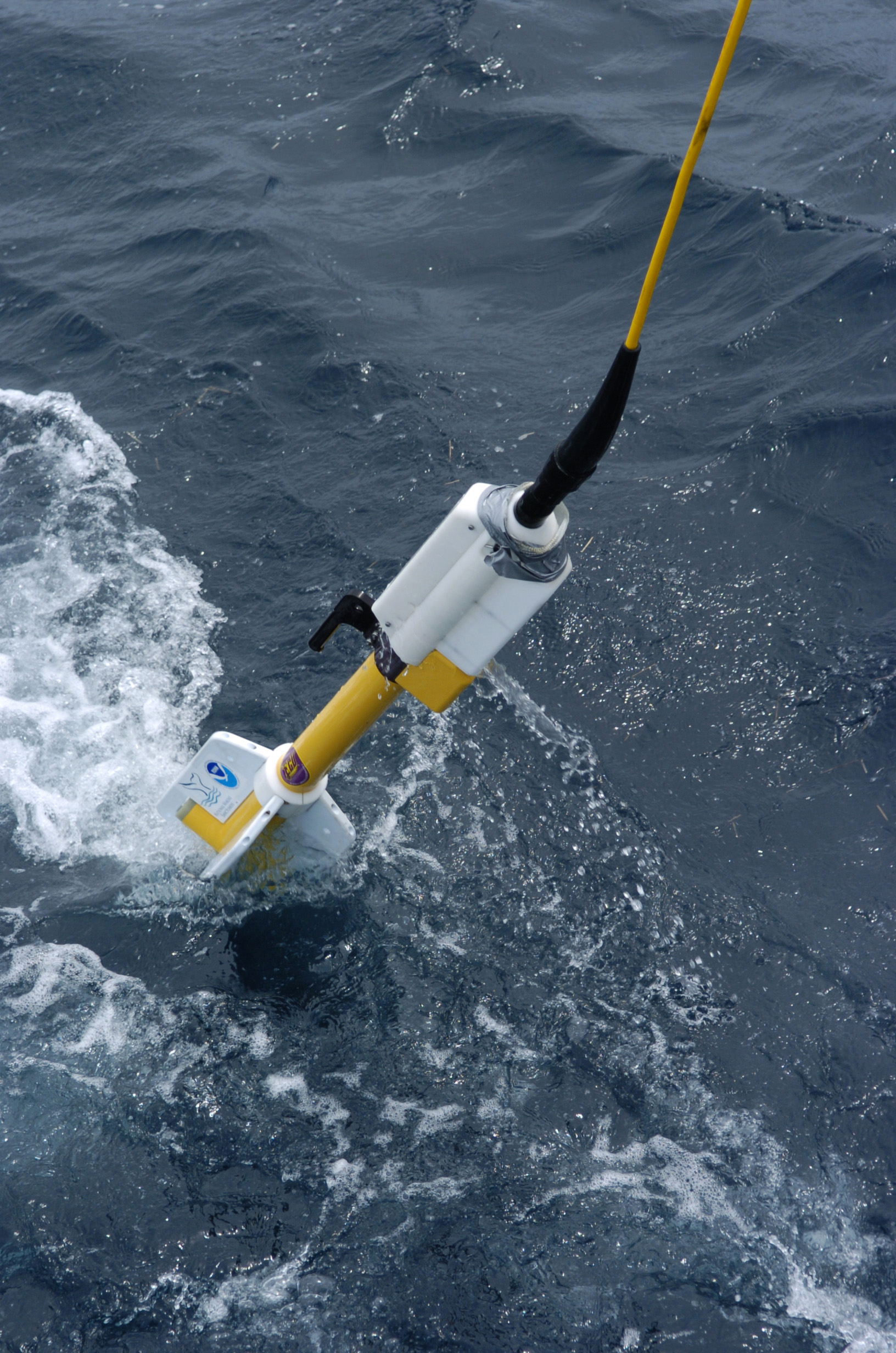
Ein Magnetometer im Einsatz bei der US Navy

Ein Magnetometer (umgangssprachlich auch als Teslameter oder Gaußmeter bezeichnet) ist eine sensorische Einrichtung zur Messung magnetischer Flussdichten. Magnetische Flussdichten werden in der Einheit Tesla (T) gemessen, und übliche Messbereiche von Magnetometern bewegen sich in einem Größenbereich von circa 10−15 T bis 10 T. Wegen des großen Wertebereiches kommen unterschiedliche Messverfahren unter dem Begriff „Magnetometer“ zum Einsatz.

## Typen
Hier eine Auflistung der gebräuchlichsten Magnetometer:
- Hall-Sensoren
- Förster-Sonden oder Saturationskern-Magnetometer (engl.: Fluxgate oder second-harmonic detector)
- feststehende und rotierende Spulen (Induktion), z. B. Vibrating Sample Magnetometer
- Optisch gepumpte Magnetometer, wie Alkalidampf-Magnetometer (z. B. mit atomarem Rubidium- oder Cäsiumdampf)
- SQUIDs messen mit einem supraleitenden Ring (Josephson-Effekt) die physikalisch kleinste messbare Stärke der magnetischen Flussdichte. Obwohl sie prinzipiell die empfindlichsten Magnetometer sind, ist ihr Einsatz durch die benötigten tiefen Temperaturen bei der Supraleitung und die damit verbundenen Installationen (z. B. Kryostaten) sehr aufwendig. Sie werden nur im Labor eingesetzt.
- Protonenmagnetometer wie z. B. Overhauser-Magnetometer
- Magnetometer auf Basis von Bose-Einstein-Kondensaten (BEC-Magnetometer) mit einer Empfindlichkeit von 10−9 T sowie einer räumlichen Auflösung von 3 µm.[1]
- Kerr-Magnetometer
- Faraday-Magnetometer (Nutzung des Faraday-Effektes)

Darüber hinaus gibt es noch weitere Sensoren für magnetische Flussdichten, die aber selten unter dem Begriff Magnetometer verwendet werden. Sie sind nicht so empfindlich und rauscharm wie die oben genannten:
- XMR-Sensor; Dünnschicht-Sensoren, die unter Einfluss des magnetischen Flusses direkt ihren Widerstand ändern und daher „X-MagnetoResistiv“ heißen, wie GMR-Sensor (giant, dt. „gewaltig, riesig“, GMR-Effekt), AMR-Sensor (anisotropic, dt. „anisotrop“ AMR-Effekt) oder CMR-Sensoren (colossal, dt. „überdimensional“).
- Feldplatte.

Obwohl XMR- und Hall-Sensoren nicht besonders empfindlich sind, finden sie wegen ihres einfachen Aufbaus (Halbleitertechnik) und der damit verbundenen kostenarmen Herstellung bei einfacheren Aufgaben massenweise Verwendung. Dazu gehören Kompasse, Näherungsschalter, Festplatten, Stromsensoren.

## Anwendung
Eine der klassischen Aufgaben eines Magnetometers ist es, das Erdmagnetfeld mit seinen Schwankungen zu vermessen (Geomagnetik). Treten lokale Abweichungen des Magnetfeldes an der Erdoberfläche auf, so deutet dies auf ferromagnetische Materialien im Untergrund hin. Diese Störungen können zur Detektion von so unterschiedlichen Objekten wie z. B. Erzlagerstätten, U-Booten, Altlasten (z. B. Blindgänger) oder archäologischen Strukturen dienen.
Eine hohe Bedeutung haben Magnetometer in der Raumfahrt. Sie kommen dort als Lagesensoren zum Einsatz und werden dazu verwendet, die Lage eines Satelliten zu bestimmen.

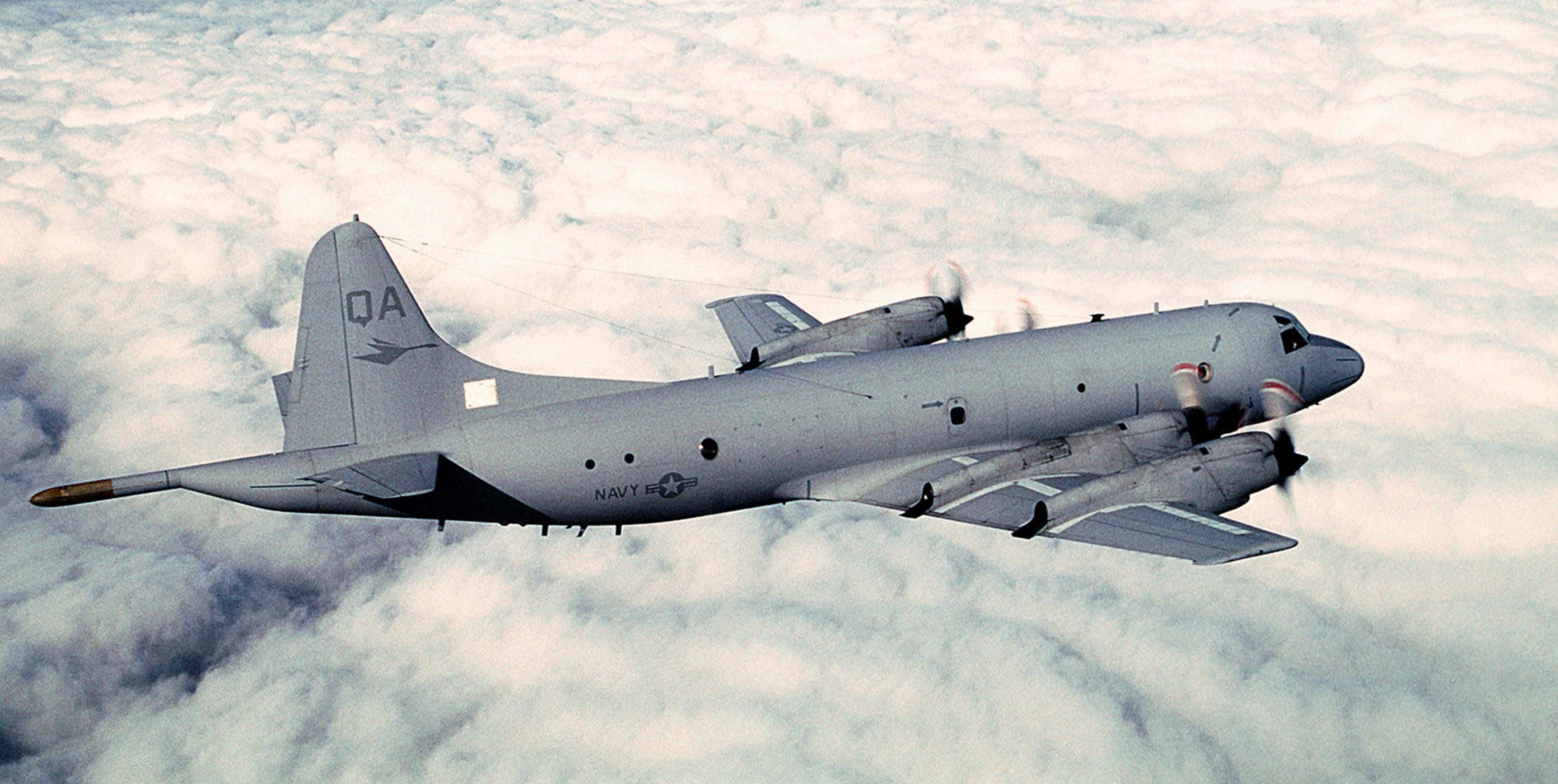
U-Boot-Jagdflugzeug P-3 Orion mit MAD-Vorrichtung am Heck

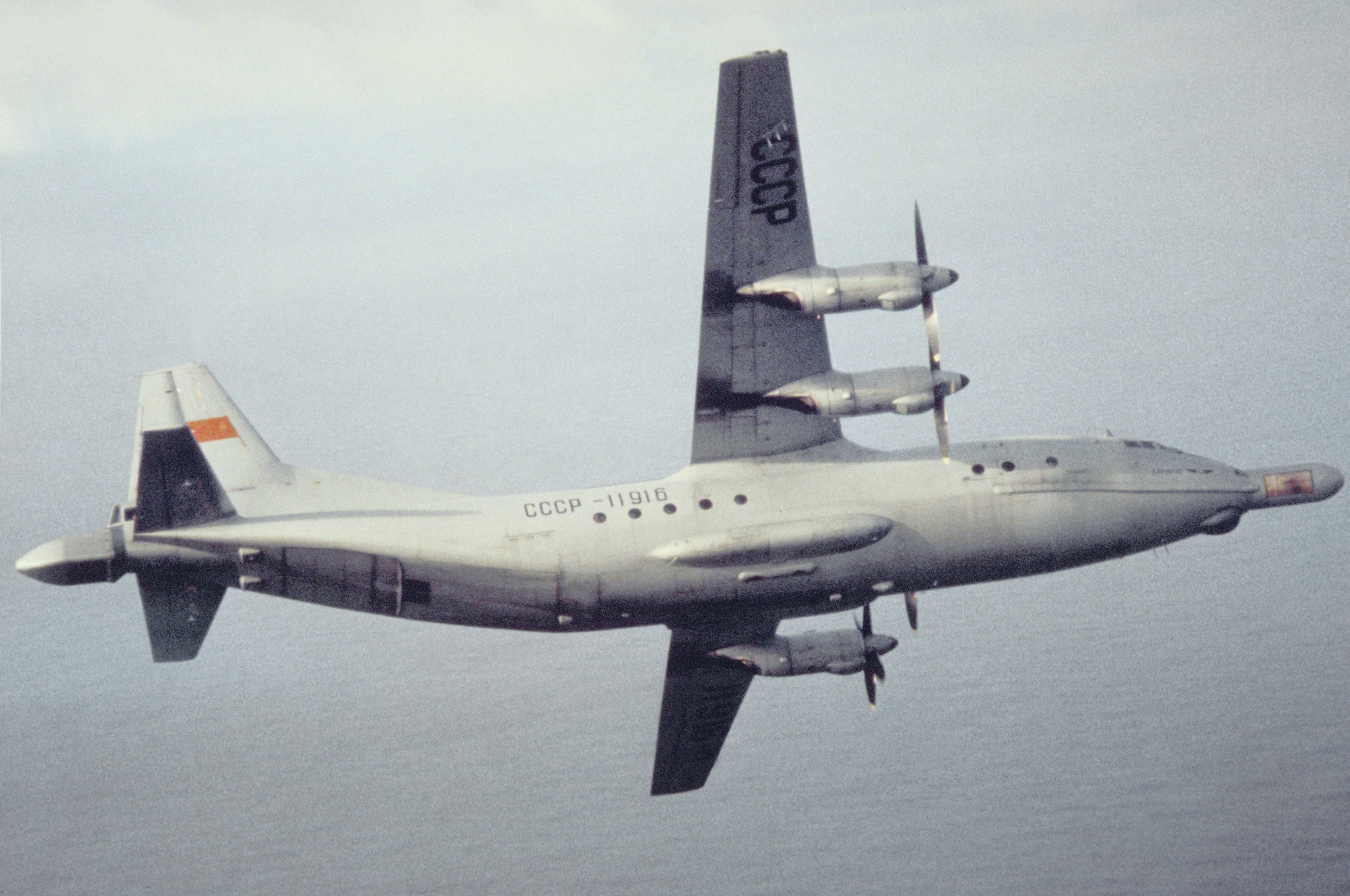
Antonow An-12 Cub mit MAD-Vorrichtung am Heck

Von Luftfahrzeugen aus eingesetzte Magnetometer sind vor allem im militärischen Bereich auch unter der Abkürzung MAD (magnetic anomaly detector) bekannt. Um eine Beeinflussung durch ferromagnetische Bauteile des Luftfahrzeuges zu minimieren, werden solche Magnetometer entweder an einem Seil hinter dem Luftfahrzeug her geschleppt oder beispielsweise in einer stachelartigen Verlängerung des Rumpfhecks untergebracht.
In Smartphones, Navigationsgeräten und VR Headsets werden Magnetometer eingesetzt, um einen Magnetkompass zu realisieren bzw. die Signale der Beschleunigungssensoren zur Lagebestimmung zu referenzieren.

## Erdmagnetfeld
Das Erdmagnetfeld, das nur annäherungsweise ein Dipolfeld ist, wird von außen etwa durch elektrische Felder in der hohen Atmosphäre, die durch Polarlichter sichtbar werden können, aber auch vom Inneren der Erde durch Körper mit eigenem Magnetismus beeinflusst. Eine metallhaltige Schmelze etwa nimmt die beim Abkühlen herrschende Ausrichtung des Erdmagnetfeldes an. Verändern sich später ihre Lage oder die Pole des Magnetfeldes, erzeugt das erkaltete Metall ein Störfeld. Dies kann im Großen durch einen Erzgang, aber auch im Kleinen durch einen in der Wand verborgenen Nagel geschehen.
Die Auslenkung einer Magnetnadel wird durch solche Störfelder allerdings viel zu wenig verändert, als dass man sie mit dem bloßen Auge erkennen könnte. Man benötigt daher für mechanische Magnetometer – neben einer nahezu reibungsfrei gelagerten Magnetnadel – eine starke Ableseoptik. Neben der rein mechanischen Messung kann der Hall-Effekt zur elektrischen Magnetfeldmessung verwendet werden. Ein moderneres Verfahren ist die Messung mit einem Protonen-Präzessions-Magnetometer, das auf subatomaren Wechselwirkungen basiert.

## Geschichte

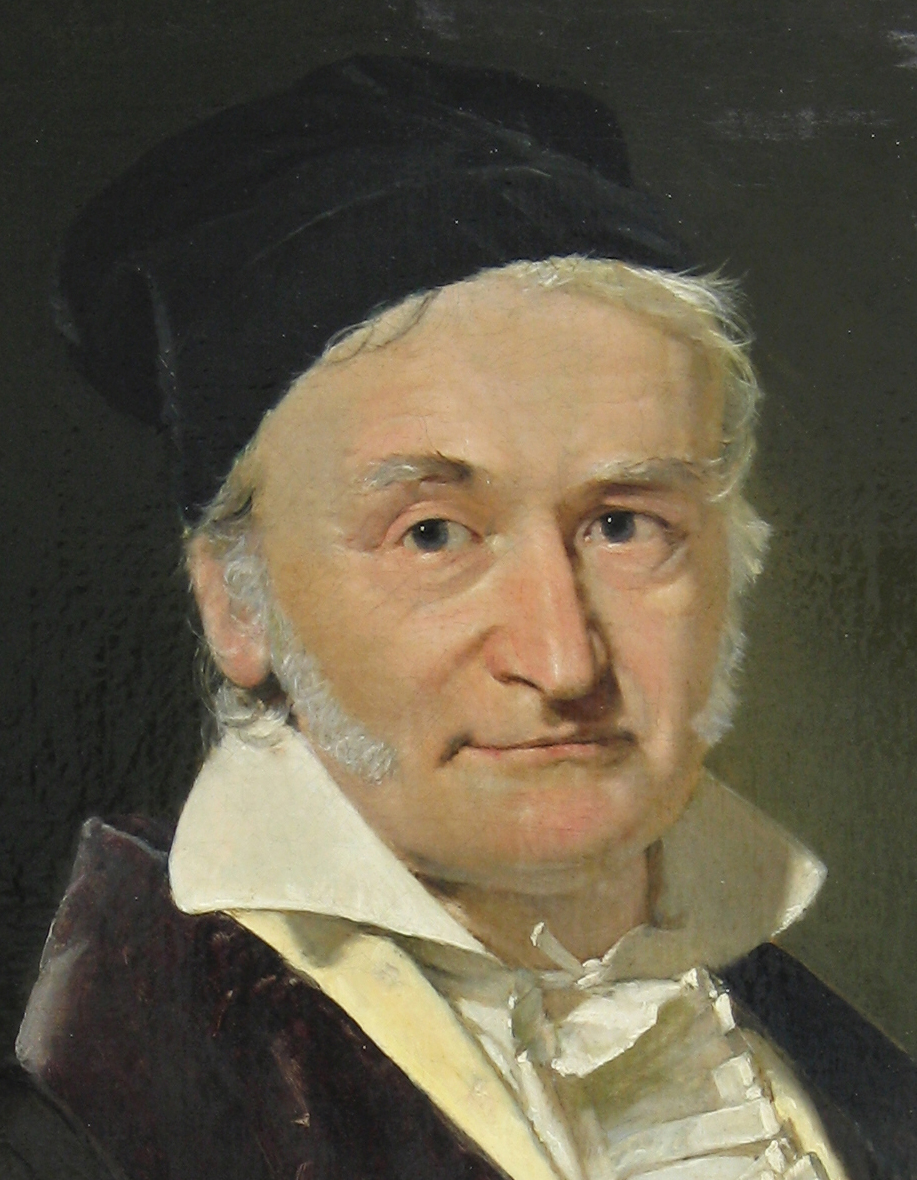
Carl Friedrich Gauß

Das erste Magnetometer entwickelte 1832 der deutsche Physiker und Mathematiker Carl Friedrich Gauß, der die Beschreibung des Messgerätes am 18. Dezember 1833 in einem Vortrag über das Erdmagnetfeld Intensitas vis magneticae terrestris ad mesuram absolutam revocata (Die Stärke des Erdmagnetismus auf absolute Messungen reduziert) vor der königlichen Societät vorstellte, der in Folge auch gedruckt wurde. Im Jahr 1837 entwickelte Gauß seine Erfindung, das Unifilarmagnetometer (eine an einem Torsionsfaden aufgehängte Magnetnadel), mit dem Messungen zeitaufwendig waren, gemeinsam mit Wilhelm Eduard Weber zum temperaturstabileren und rasch messenden Bifilarmagnetometer (ein an zwei Fäden aufgehängter Magnetstab) weiter.
Vor den beiden Entwicklungen von Gauß war eine absolute Messung der Stärke von Magnetfeldern nicht möglich. Alexander von Humboldt hatte folgende Methode mit Geräten des Franzosen Gambey zur Stärkebestimmung benutzt: Eine Magnetnadel oder ein Magnetstab wird an einem Faden so aufgehängt, dass sich Nadel oder Stab horizontal frei drehen können. Die Nadel oder der Stab werden sich entsprechend dem örtlich wirksamen Erdmagnetfeld ausrichten. Wenn die Nadel nun durch einen Stoß außerhalb dieser Linie gebracht wird, schwingt diese gemäß der Stärke des einwirkenden Magnetfeldes zur Ausgangsposition zurück, wegen ihres Drehimpulses aber darüber hinaus und dann wieder durch die Kraft des Magnetfeldes zurück etc. Die Dauer dieser Pendelbewegung um die ursprüngliche Ausrichtung, die Schwingungsperiode, erlaubt bei bekanntem Torsions-Trägheitsmoment die Berechnung der Stärke der einwirkenden Kraft, also des Magnetfeldes. Eine exakte Messung erfordert aber eine gleichbleibende Stärke des Magneten selbst, die aber mit der Zeit und dabei vor allem mit der Temperatur wechseln kann. So war es nicht möglich, die Messungen zu eichen. Gauß löste das Problem, indem er dieser Versuchsanordnung einen zweiten Magneten hinzufügte, wobei die Einwirkung des ersten auf den zweiten frei aufgehängten Magneten mit dem Erdmagnetfeld konkurriert. Indem die zwei Magneten in unterschiedliche Positionen zueinander gebracht werden und jedes Mal gemessen wird, kann durch Vergleich die jeweils aktuelle Stärke der Messmagneten herausgerechnet und die Magnetstärke des Erdmagnetfeldes objektiv bestimmt werden. Die für den Vergleich günstigen Positionen werden als Gauß’sche Lagen bezeichnet.
Die genaue Bestimmung der unterschiedlichen Winkel erreichte Gauß, indem er einen kleinen Spiegel auf dem Magneten anbrachte. Er beobachtete nun mit Hilfe eines kleinen Fernrohrs mit Fadenkreuz das Spiegelbild einer ca. 6 m von Aufbau entfernten Skala.
Man kann nun den aktuellen Drehwinkel des Spiegels einfach ausrechnen, indem man die Position des Fadenkreuzes auf der Skala beobachtet.
Eine im Auftrag von Wilhelm Weber angefertigte Replik dieses Experiments befindet sich sowohl in dem noch erhaltenen eisenfreien Holzhaus, das sich Gauß für seine magnetischen Untersuchungen im Garten der Göttinger Sternwarte bauen ließ, als auch in der historischen Sammlung der Fakultät für Physik der Universität Göttingen.